# Callimodapsa pici
Callimodapsa pici là một loài bọ cánh cứng trong họ Endomychidae. Loài này được Villiers miêu tả khoa học năm 1954.